# Онжервиј-Бајол
Онжервиј-Бајол (фр. Angerville-Bailleul) насеље је и општина у северној Француској у региону Горња Нормандија, у департману Приморска Сена која припада префектури Авр.
По подацима из 2011. године у општини је живело 219 становника, а густина насељености је износила 47,71 становника/km². Општина се простире на површини од 4,59 km². Налази се на средњој надморској висини од 122 метара (максималној 136 m, а минималној 93 m).

## Демографија
| 1962. | 1968. | 1975. | 1982. | 1990. | 1999. | 2011. |
| ----- | ----- | ----- | ----- | ----- | ----- | ----- |
| 147   | 196   | 192   | 189   | 212   | 203   | 219   |

График промене броја становника у току последњих година